# Kenneth Bae
Kenneth Bae (nascido Pae Jun Ho; 1 de agosto de 1968) é um missionário cristão evangélico coreano-americano condenado pela Coreia do Norte sob a acusação de planejar derrubar o governo norte-coreano, incluindo a criação de bases na China com o objetivo de derrubar o governo norte-coreano. Em abril de 2013, ele foi condenado a 15 anos de prisão. Ele foi libertado em 8 de novembro de 2014, junto com o colega americano Matthew Todd Miller. Em 2016, fundou a ONG NGI - Nehemiah Global Initiative, cujos objetivos consistem em lembrar, resgatar e recuperar refugiados norte-coreanos e reconstruir suas vidas na China e na Coreia do Sul.
Bae nasceu na Coréia do Sul em 1968. Bae se mudou para os Estados Unidos aos 18 anos com sua família em 1985 ou em 1986. Bae (como Jun Ho Bae) se formou na West High School em Torrance, Califórnia, em 1988, quando tinha 20 anos. Ele estudou psicologia na Universidade de Oregon em Eugene, Oregon, por dois anos. Ele também estudou no Covenant Theological Seminary.
Bae morava em Lynnwood, Washington, no condado de Snohomish. Condado de Snohomish.
Em janeiro de 2014, Bae é pai de duas crianças no Arizona e de outra criança no Havaí, com idades entre 17, 22 e 23 anos. Bae também tem pelo menos uma enteada.
Trabalhando com a Universidade das Nações da JOCUM, Bae morou na China com sua esposa e sua enteada por sete anos. Ele criou uma empresa de turismo chamada "Nations Tour" para visitas à zona econômica especial da Coreia do Norte que eram afirmou ser viagens missionárias cristãs.